# Scott Dreier
Scott Dreier (ur. 1 sierpnia 1968) – amerykański aktor dubbingowy, najbardziej znany za podkładanie głosu postaci Knuckles the Echidna w grach Sonic Adventure 2, Sonic Heroes, Sonic Battle oraz Sonic Advance 3. Użyczył głosu także w grze Call of Cthulhu: Dark Corners of the Earth. Zagrał również gościnnie w serialu Suite Life: Nie ma to jak statek w odcinku „Maddie na statku” jako Herold Harold.
Dreier jest również piosenkarzem.